# Tommaso Gagliano

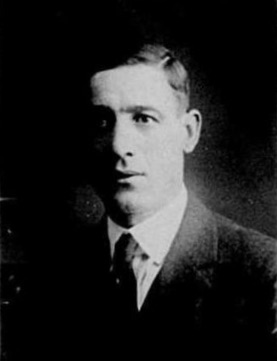
Tommaso „Tommy“ Gagliano

Tommaso „Tommy“ Gagliano (* 1884 Sizilien; † vermutlich 16. Februar 1951 New York City) war ein US-amerikanischer Mobster der La Cosa Nostra und Boss der Lucchese-Familie, als dessen eigentlicher Begründer er gelten kann.

## Leben

### Frühe Jahre
Gagliano war einer der geheimnisvollsten Mitglieder der La Cosa Nostra; wenig ist über ihn bekannt; insbesondere über seine Jugend in Sizilien. In den 1920er Jahren kam Gagliano nach New York City und wurde Mitglied einer sizilianischen Bande in der Bronx, welche von Gaetano „Tom“ Reina angeführt wurde. Dort lernte er auch Tommy Lucchese kennen.
Gagliano war ein Cousin von Thomas Eboli, der später Boss der Genovese-Familie werden sollte. Er hatte sich mit Joe Valachi angefreundet, mit dem er zahlreiche Einbrüche und bewaffnete Raubüberfälle beging.

### Krieg von Castellammare
Ende der 1920er Jahre deutete sich der kommende Konflikt zwischen Joe Masseria und Salvatore Maranzano an, welcher dann als Krieg von Castellammare bezeichnet wurde. Masseria hatte von Gaetano Reina und seiner Bande mehr Geld eingefordert, worauf dieser sich an Maranzano wandte. Als Reaktion auf die Verratspläne von Reina wurde dieser ermordet. Als neuen Boss über dessen Bande setzte er Joseph Pinzola ein. Weder Gagliano noch Lucchese waren von dieser Einsetzung von außen begeistert, hielten aber offiziell weiter zu Masseria. Allerdings wurde im September 1930 Pinzola von unbekannten Killern erschossen und Gagliano wurde Boss über die Reina-Gang. Auch nach dem Ende des „Krieges von Castellammare“ behielt Gagliano seine Position.

### Fünf Familien
Nach dem Krieg von Castellammare hatten sich letztendlich die „young turks“ (englisch: Jungtürken) um Lucky Luciano gegen die Mustache Petes durchgesetzt. Die bestehenden Machtverhältnisse wurden anerkannt und New York City wurde nun von Fünf Familien beherrscht. Eine davon war die ehemalige Bande von Reina, die nun von Tomasso Gagliano angeführt wurde und unter seinem Nachfolger als Lucchese-Familie klassifiziert wurde.
Gagliano wurde Mitglied in der Kommission des National Crime Syndicates. Nachdem Luciano 1936 inhaftiert wurde, beherrschten Vincent Mangano, Joseph Bonanno, Stefano Magaddino und Joe Profaci, Bosse der anderen vier Familien die Kommission. Gagliano als Boss einer der kleineren Familien musste sehr vorsichtig vorgehen, um nicht in eine aussichtslose Position zu geraten. Er hielt sich auch in der Öffentlichkeit sehr zurück, so dass auch aus den 1940er und 1950er Jahren wenig über ihn bekannt wurde. Lediglich seine Verwicklung in die Umgehung der Benzinrationierung und in den Schwarzmarkt für Zucker während des Zweiten Weltkrieges wurden bekannt.
Einer der wenigen öffentlichen Auftritte, an denen Gagliano teilnahm, war die Hochzeit von Joe Valachi am 18. September 1932. An den großen Treffen und Konferenzen der La Cosa Nostra nahm in der Regel immer Tommy Lucchese teil.

## Das Ende
Gagliano starb eines natürlichen Todes; das wirkliche Datum des Todes ist bis heute unbekannt. Während seiner Senatsanhörung 1951 gab Tommy Lucchese als Todesdatum den 16. Februar 1951 an. Viele Historiker favorisieren das Jahr 1953, aber hierfür gibt es keine Belege. Gagliano wurde auf dem Friedhof Woodlawn Cemetery in der Bronx beigesetzt.